# Света Параскева (Полинери)
Вижте пояснителната страница за други значения на Света Параскева.
„Света Параскева“ (на гръцки: Αγίας Παρασκευής) е късносредновековна православна църква в гревенското село Полинери (Воденско), Егейска Македония, Гърция, част от Гревенската епархия на Вселенската патриаршия.
Църквата е издигната в 1600 година. В интериора е запазен изключително ценен каменен иконостас от края на XVIII век.